# Ben Younouss Konaté
Ben Younouss Konaté es un deportista marfileño que compite en taekwondo. Ganó una medalla de bronce en los Juegos Panafricanos de 2023 y una medalla de bronce en el Campeonato Africano de Taekwondo de 2023.

## Palmarés internacional
| Juegos Panafricanos | Juegos Panafricanos      | Juegos Panafricanos | Juegos Panafricanos |
| Año                 | Lugar                    | Medalla             | Categoría           |
| ------------------- | ------------------------ | ------------------- | ------------------- |
| 2023                | Acra (Ghana)             | Medalla de bronce   | –63 kg              |
| Campeonato Africano |                          |                     |                     |
| Año                 | Lugar                    | Medalla             | Categoría           |
| 2023                | Abiyán (Costa de Marfil) | Medalla de bronce   | –63 kg              |